# Omanski rijal
Omanski rijal, ISO 4217: OMR je službeno sredstvo plaćanja u Omanu. Dijeli se na 1000 baisa.
Omanski rijal je uveden 1973. godine, kada je zamijenio rial Saidi (ne saudijski rijal!).
U optjecaju su kovanice od 5, 10, 25, 50 baisa, i novčanice od 100, 200 baisa, te ½, 1, 5, 10, 20, 50 rijala.